# Republică populară
     Actuale
     Foste

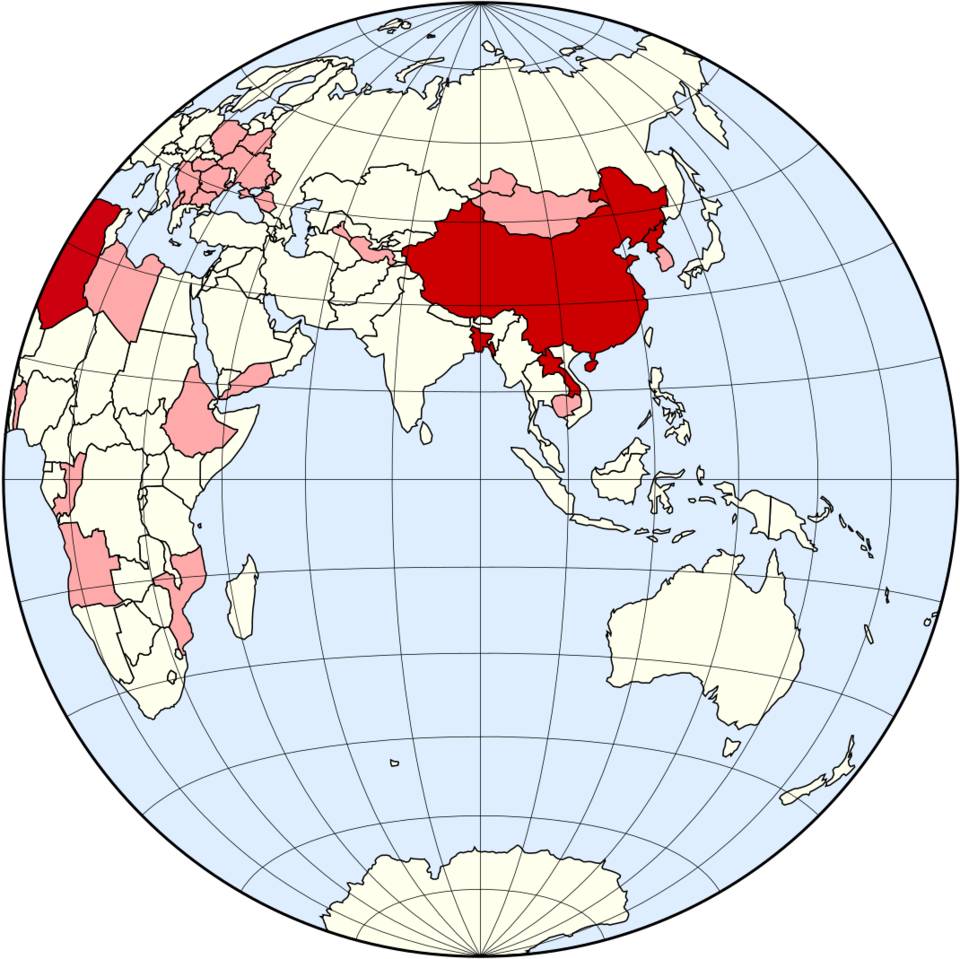
State denumite „republică populară”:
Actuale
Foste

„Republică populară” este titulatura oficială folosită de unele state actuale sau foste comuniste sau de stânga. Ea este în principal asociată cu republicile sovietice⁠(d), cu statele socialiste care implementează conceptul marxist-leninist de „democrație populară”⁠(d), state suverane având o constituție democratică-republicană care menționează de obicei socialismul sau pur. În unele cazuri, poate fi o simplă titulatură a unei țări.
Mai multe state socialiste efemere care s-au format în timpul Primului Război Mondial și în urma acestuia s-au numit republici populare. Multe dintre acestea au apărut pe teritoriul fostului Imperiu Rus, care s-a prăbușit după Revoluția Rusă din 1917. Alte republici populare au apărut în urma victoriei aliaților în al Doilea Război Mondial, în principal în cadrul Blocului Estic controlat de Uniunea Sovietică.
Ca termen, este asociat cu statele socialiste⁠(d), precum și cu țările comuniste care aderă la marxism-leninism, deși utilizarea sa nu este exclusivă acestor state. O serie de republici cu sisteme politice liberal-democratice, cum sunt Algeria și Bangladesh-ul au adoptat această titulatură, având în vedere natura sa destul de generică, după războaiele de independență populare. Cu toate acestea, de regulă chiar și asemenea țări menționează socialismul în constituțiile lor⁠(d).

## Republicile populare marxist-leniniste
Primele republici populare care au apărut au fost cele formate după Revoluția Rusă. Ucraina a fost declarată pentru scurt timp „republică populară” în 1917. Hanatul din Hiva⁠(d)  și Emiratul Buhara, ambele teritorii ale fostului Imperiu Rus, au fost declarate republici populare în 1920. În 1921, protectoratul rus Tuva a devenit republică populară, urmat în 1924 de Mongolia vecină. După al Doilea Război Mondial, evoluțiile teoriei marxiste-leniniste au dus la apariția „democrației populare”, un concept care, teoretic, ar permite o cale spre socialism prin intermediul democrației pluri-partide cu mai multe clase. Țările care considerau că au atins acest stadiu intermediar se proclamau drept republici populare. Statele europene care au devenit republici populare în acea perioadă au fost Albania, Bulgaria, Cehoslovacia, Ungaria, Polonia, România și Iugoslavia. În Asia, China s-a proclamat republică populară după Revoluția Comunistă Chineză⁠(d), iar Coreea de Nord a devenit și ea republică populară.
Multe dintre aceste țări au trecut ulterior la a se declara state socialiste în constituțiile lor. În anii 1960, România și Iugoslavia au încetat să mai folosească termenul de „populară” în numele lor oficial, înlocuindu-l cu termenul de socialistă pentru a sugera dezvoltarea lor continuă pe această cale. Cehoslovacia a adăugat și ea termenul socialistă în numele său în această perioadă. Ea se considera „republică populară” în 1948, dar țara nu folosise acest termen în numele său oficial. Albania a folosit ambii termeni în denumirea sa oficială din 1976 până în 1991. În Occident, și chiar pe plan intern după căderea regimului, aceste țări sunt adesea denumite state comuniste. Cu toate acestea, niciunul dintre ele nu s-a autodescris în acest fel, deoarece propaganda considera că comunismul este doar un nivel de dezvoltare politică dorit, la care nu ajunseseră încă. Printre termenii utilizați de statele comuniste se mai numără și național-democrat, democrat-popular⁠(d), de orientare socialistă⁠(d) muncitoresc și țărănesc. Partidele comuniste din aceste țări guvernau adesea în coaliții cu alte partide progresiste.
În perioada postcolonială⁠(d), o serie de foste colonii europene care obținuseră independența și adoptaseră guverne marxist-leniniste și-au luat numele de republică populară. Angola, Benin, Congo-Brazzaville, Etiopia, Cambodgia, Laos, Mozambic și Yemenul de Sud au urmat această rută. În urma revoluțiilor din 1989, republicile populare din Europa Centrală și de Est (Albania,  Bulgaria,  Ungaria  și Polonia) dar și Mongolia au renunțat la termenul de populară din denumirea lor, întrucât aceasta era asociată cu fostele lor guverne comuniste, și au devenit cunoscute pur și simplu sub numele de republici, adoptând democrația liberală ca sistem de guvernare. În același timp, majoritatea fostelor colonii europene care luaseră denumirea de republică populară au început să o înlocuiască ca parte a îndepărtării lor de marxism-leninism către socialismul democratic sau social-democrație.

### Lista republicilor populare marxiste-leniniste
Printre actualele state oficial socialiste care folosesc termenul de republică populară se numără:
- Republica Populară Chineză (din 1949)
- Republica Populară Democrată Laos (din 1975)

Exemple istorice sunt:
- Republica Populară Albania (1946–1976) și Republica Populară Socialistă Albania (1976–1991)
- Republica Populară Angola (1975–1992)
- Republica Populară Benin (1975–1990)
- Republica Populară Sovietică Buhara (1920–1925)
- Republica Populară Bulgaria (1946–1990)
- Republica Populară Congo (1969–1992)
- Republica Democrată Populară a Etiopiei (1987–1991)
- Republica Populară Ungară (1949–1989)
- Republica Populară Kampuchea (1979–1989)
- Republica Populară Sovietică Horezmă (1920–1925)
- Republica Democrată Populară Coreeană (1948–1992/2009)[a]
- Republica Populară Mongolă (1924–1992)
- Republica Populară Mozambic (1975–1990)
- Republica Populară Polonă (1952–1989)
- Republica Populară Romînă (1947–1965)
- Republica Populară Tuva (1921–1944)
- Republica Populară Ucraineană a Sovietelor (1917–1918; unită cu Republica Sovietică Ucraineană)
- Republica Democrată Populară Yemen (1967–1990)
- Republica Federală Populară Iugoslavia (1945–1963)

Alte titulaturi utilizate în mod obișnuit de statele marxiste-leniniste și socialiste sunt Republică democrată⁠(d) (de exemplu Republica Democrată Germană sau Federația Democrată a Iugoslaviei între 1943 și 1946) și Republică socialistă (de exemplu, Republica Socialistă Cehoslovacă și Republica Socialistă Vietnam).

## Republici populare nemarxist-leniniste
Prăbușirea imperiilor europene în timpul și după Primul Război Mondial a dus la crearea mai multor republici populare nemarxist-leniniste de scurtă durată în timpul revoluțiilor din 1917-1923. În multe cazuri, aceste guverne nu erau recunoscute și aveau adesea rivali marxist-leniniști.
Imperiul Rus a produs mai multe republici populare nemarxist-leniniste după Revoluția din Octombrie. Republica Populară Crimeea s-a opus bolșevicilor și aceștia din urmă au continuat să-și cucerească teritoriul și să înființeze Republica Sovietică Socialistă Taurida⁠(d). Statul antibolșevic Republica Populară Kuban⁠(d) a fost înființat în regiunea rusă Kuban și a supraviețuit până când Armata Roșie a capturat zona. Republica Populară Ucraineană cu tendințe socialiste și-a declarat independența față de Republica Rusă, dar a avut un rival în Republica Populară Ucraineană a Sovietelor⁠(d) (ulterior Republica Sovietică Ucraineană⁠(d)) contra căreia a luptat în timpul Războiului de Independență al Ucrainei. Republica Populară Belarusă a încercat să creeze un stat belarus independent pe un teritoriu controlat de Armata Imperială Germană, dar Republica Sovietică Socialistă Bielorusă⁠(d) l-a înlocuit odată cu plecarea armatei germane. Toate aceste teritorii au devenit în cele din urmă părți constitutive ale Uniunii Sovietice.
În fostul Imperiu Austro-Ungar, Republica Populară a Ucrainei Occidentale s-a format în estul Galiției sub îndrumarea politică a ideologiilor greco-catolică, liberală și socialistă. Teritoriul a fost ulterior absorbit în a doua republică poloneză. Între timp, s-a format Republica Populară Ungară, înlocuită pentru scurt timp de Republica Ungară a Sfaturilor și în cele din urmă urmată de Regatul Ungariei.
În Germania, Statul Popular Bavaria⁠(d) (în germană Volksstaat Bayern) a fost un stat socialist efemer, republică populară formată în Bavaria în timpul Revoluției Germane din 1918-1919 ca rivală a Republicii Sovietice Bavareze. A fost succedat de statul liber Bavaria, care a existat în cadrul Republicii de la Weimar.
În anii 1960 și 1970, o serie de foste colonii care obținuseră independența prin lupte revoluționare de eliberare au adoptat numele de republică populară. Printre astfel de exemple, se numără Algeria, Bangladesh și Zanzibar. Libia a adoptat termenul după Revoluția Al Fateh⁠(d) împotriva regelui Idris.
În anii 2010, mișcările separatiste ucrainene din timpul războiului din Donbas au proclamat regiunile Donețk și Luhansk drept republici populare, dar nu au primit recunoaștere diplomatică⁠(d) din partea comunității internaționale.

### Listă de republici populare
Fondate pe idealuri socialiste, acestea cuprind în prezent:
- Republica Populară Democrată Algeria (din 1962)
- Republica Populară Bangladesh (din 1971)
- Republica Populară Democrată Coreeană (din 1948)

În prezent, republicile populare nerecunoscute sunt:
- Republica Populară Donețk (din 2014)
- Republica Populară Luhansk (din 2014)

Republici populare istorice sunt:
- Republica Populară Belarus (1918–1919; nerecunoscută)
- Republica Populară Crimeea (1917–1918; nerecunoscută)
- Republica Democrată Ungară (1918–1919; nerecunoscută)
- Republica Populară Coreea (1945–1946)
- Republica Populară Kuban[*] (1918–1920; nerecunoscută)
- Marea Jamahiriye Populară și Socialistă⁠(d) Libiană (1977–2011)
- Republica Populară Ucraineană (1917–1921; urmată de Republica Sovietică Socialistă Ucraineană)
- ZUNR (1918–1919; s-a unit cu Republica Populară Ucraineană)
- Republica Populară Zanzibar (1963–1964)

## Alte utilizări
Ca termen, republică populară este uneori folosit de critici și satiri pentru a descrie zone și domenii percepute a fi dominate de politica de stânga, cum ar fi Republica Populară South Yorkshire⁠(d).